# Shadow Man
Shadow Man é um Video game desenvolvido pela Acclaim Studios Teesside e publicado pela Acclaim Entertainment. Foi desenhado por Guy Miller e Simon Phipps e é vagamente baseado na série de  quadrinhos Shadowman publicada pela Valiant Comics. O jogo foi lançado em 1999 para Nintendo 64, PlayStation, Dreamcast, e PC. Uma continuação, de nome Shadow Man: 2econd Coming, foi lançada exclusivamente para PlayStation 2 em 2002.

## História

### Enredo
Shadow Man gira em torno de um homem de nome Michael LeRoi (Mike), um ex-estudante de Literatura inglesa transformado no Shadow Man, um guerreiro Vodu. Dez anos antes dos eventos que ocorrem no jogo, Mike foi reprovado nas aulas e seus hábitos de apostar esgotaram suas economias, forçando-o a trabalhar como um motorista de táxi em Chicago, tudo isso enquanto mantinha seu fracasso em segredo da sua família em Nova Orleans. Uma noite, durante um desembarque rotineiro, seu passageiro foi morto em um tiroteio, deixando para trás uma maleta com 20,000 dólares. Mike pegou o dinheiro e voltou para casa para gastar com sua família, usando-o entre outras coisas, para pagar a operação de seu irmão caçula Luke. Entretanto, a gangue envolvida no tiroteio o caçou e começou a fazer ameaças para ele e sua família. Em desespero, Mike pediu  proteção contra os ataques da gangue a um bokor. A proteção funcionou, mas apenas para ele; a família inteira de Mike foi morta, e ele sobreviveu, porém a beira da morte.
Após se recuperar do coma e ferimentos quase fatais, Mike descobriu que tinha perdido a memória. O bokor o procurou e coletou o pagamento pela proteção: Mike se tornou seu escravo zumbi, agindo com o pseudônimo 'Zero'. Eventualmente, Mama Nettie, uma sacerdotisa vodu poderosa mas moribunda, chegou com vários criminosos para se vingar do bokor pelos ataques que ele ordenou contra diversos membros de sua gangue. Em meio ao caos, Mama Nettie levou Mike a sala dos fundos e usou o restante dos seus poderes para implantar contra a sua vontade a Mask of Shadows (Máscara das Sombras), um poderoso artefato vodu, em seu peito. Após isso, Mike se tornou o Shadow Man (Homem Sombra), o sucessor de uma longa linhagem de guerreiros vodu africanos abençoados pelos deuses com poderes sobrenaturais para proteger tanto suas tribos nativas quanto o mundo inteiro das ameaças que vierem do plano espiritual conhecido como Deadside (lado morto) — o lugar aonde todos vão, sem exceção, quando morrem. Em adição aos seus novos poderes, Mike recuperou sua memória, que começou a atormentá-lo incessantemente. Sem poder simplesmente acabar com seu sofrimento devido a sua recém-adquirida imortalidade, Mike não teve escolha a não ser trabalhar para Mama Nettie. Foi aí que começaram os eventos do jogo.
Uma noite em 1999, depois de passar o fim da tarde com Mike, Mama Nettie teve uma sonho profético em que cinco serial killers conhecidos como 'the Five' (os Cinco), sob o comando de uma entidade imensamente poderosa e maligna conhecida como 'Legion' estão tentando causar o apocalipse transportando um exercito imortal de terríveis monstros para o mundo dos vivos (Liveside) através de uma enorme construção no Deadside chamada simplesmente de 'Asylum'. Depois de acordar Mike, Mama Nettie conta isso para ele e o instrui a ir imediatamente ao Deadside usando sua ligação emocional com o urso de pelúcia de seu irmão como passagem e lá se encontrar com Jaunty, uma cobra com cabeça de crânio que age como os olhos e ouvidos de Nettie do outro lado. Nesse ponto a aventura começa.

### Personagens
Protagonistas
- Michael LeRoi/Shadow Man: Mike é o personagem controlado pelo jogador durante todo o jogo. game. Um fracassado estudante de Literatura inglesa transformado em matador e depois em guerreiro vodu protetor do mundo, Mike tem um passado complexo (ver acima) e é assombrado pelas memórias de seu irmão. Ele é dublado por Redd Pepper.
- Mama Nettie: Agnetta, ou Mama Nettie, é uma poderosa sacerdotisa vodu que criou a Mask of Shadows e controla seu possuidor. Com centenas de anos de idade, ela vive no corpo de uma jovem mulher que a traiu. Ela não pode viajar para o Deadside. Ela dá vários avisos e concelhos.
- Jaunty: Sequestrado e morto por cultistas, Nettie o convenceu a trabalhar para ela em troca de um novo corpo; Omitindo que este seria um anão desfigurado na terra e uma cobra-esqueleto no Deadside. Jaunty também ajuda o jogador.

Antagonistas
- Milton Pike (nascido em 4 de Julho de 1952): Um membro do 'The Five', um grupo de serial killers recrutado pelo Legion. Conhecido como 'Video Nasty Killer' por mandar para a polícia filmagens de seus crimes. Ele também serviu na Guerra do Vietnã e as Forças Especiais do Exército dos Estados Unidos. Não muito antes dos eventos do jogo Milton foi preso por agentes do FBI após uma intensa troca de tiros e encarcerado na cadeia fictícia de Gardelle County Jail no Texas, Onde se encontra no jogo.
- Marco Cruz (nascido em 13 de Março de 1968): Outro membro dos 'The Five'. Chamado de 'Repo Man' pela polícia devido ao seu modus operandi de ganhar acesso as casas das pessoas sob o disfarce de um agente de repossessão,[necessário esclarecer] Marco caçou casais entre Death Valley e o Deserto de Mojave. Ele também trabalhou como DJ por um curto período de tempo antes de ser mandado para a cadeia de Gardelle County.
- Avery Marx (nascido em 18 de Janeiro de 1973): Também membro dos 'The Five'. Conhecido como o "Home Improvement Killer" (assassino da melhoria residencial) devido ao seu MO de cortar o suprimento de energia da casa de suas vítimas antes de persegui-las pelo escuro usando um par de óculos de visão noturna. Por várias implicações em seus diálogos no jogo se concluí que Avery foi molestado pela sua própria mãe quando criança, a qual ele matou mais tarde. Parte de seu modus operandi é deixar um crânio de canário. Para isso ele cria canários. Ele usou os corpos de suas vítimas para criar a "mobília" e um rio de sangue decorativo para seu esconderijo.
- John G. Pierce/Jack The Ripper: Mais um membro dos 'The Five', John Pierce é um personagem fictício baseado no infame assassino da Era Vitoriana conhecido só como Jack Estripador (Jack The Ripper). O jogo começa com uma cut-scene em 1888 (ano dos assassinatos do 'Jack Estripador') em um esgoto abaixo de Londres, onde Legion aparece diante de John (que é um arquiteto) e o convence a cometer suicídio para então cruzar para o Deadside e projetar para Legion o "Asylum", um lugar para todos os "indivíduos mal compreendidos do mundo" (serial killers, estupradores, pedófilos etc.) se refugiarem. Ele permanece lá até 1999, quando ele retorna ao mundo dos vivos começa a matar mais uma vez.
- Victor Batrachian (nascido em 8 de Abril de 1961): Filho de um rico banqueiro em Geneva, Suíça, Victor é o líder dos 'The Five', conhecido como "O Rei Lagarto" (The Lizard King). Victor era um estudante brilhante, e ao fim de seus estudos se tornou doutor em psiquiatria forense. A partir daí ele começou a matar suas pacientes femininas de idade mais avançada após convencê-las a deixar para ele grandes quantias de dinheiro em seus testamentos. Quando a pressão aumentou na Europa, ele forjou documentos para conseguir um visto e emigrar para os Estados Unidos. Lá ele começou a matar mais uma vez, provocando as autoridades com cartas assinadas com o nome 'The Lizard King', mas um dia foi capturado, depois julgado e condenado por seus crimes. Durante os eventos no início do jogo ele está aguardando sua punição no corredor da morte na cadeia de Gardelle County. Victor é um dos chefes do jogo. Possivelmente seu sobrenome seja um trocadilho intencional por parte do criador do jogo, já que batráquios ("batrachos" em inglês) significa "sapo" (βατραχος) em Grego Clássico.
- Legion: Legion é o principal antagonista do jogo. No jogo nunca é dito exatamente o que ele é. No manual de instruções do jogo existe um pequeno texto em que no confronto final Shadow Man pergunta a ele: "Quem é você?" e ele responde dizendo: "My name is Legion, for we are many" que se traduz como "Meu nome é legião, pois nós somos muitos". Legion cita e parafraseia esse trecho em diversas ocasiões durante o jogo, com frequência maior perto do fim, se referindo a ele mesmo na primeira pessoa do plural (nós). As últimas palavras da passagem, "for we are many", é usado como um tipo de mantra pelos integrantes do 'The Five'. Legion aparece como um homem  aristocrático entre seus trinta ou quarenta anos de idade com roupas de certo modo estranhas (vestindo uma casaca cinza, uma calça listrada roxa e uma camisa amarela) e empunhando uma bengala. Além de ser o principal antagonista do jogo Legion também é o último chefe.